# Toyota GR86
La Toyota GR86 est un coupé sportif à propulsion produit par le constructeur automobile japonais Toyota à partir de 2021 en collaboration avec Subaru, qui fabrique son clone technique, la BRZ. Il remplace le GT86 produite de 2012 à 2020.

## Présentation
La GR86 est le second modèle d'une lignée de coupés en commun entre Toyota et le constructeur japonais Subaru. En 2012, Toyota et Subaru lançaient simultanément les GT86 et BRZ sur leur marché, développées sur la même plateforme et produites dans l'usine de Gunma au Japon.
La Toyota GR86 est présentée le 5 avril 2021. Les lettres « GR » désignent Gazoo Racing, le département sportif de la marque. Toyota utilise initialement l'appellation "GR 86" (avec un espace), mais le constructeur modifie rapidement le nom de son coupé en "GR86" pour des raisons en lien avec la notoriété du modèle sur les réseaux sociaux (les hashtags, qui y sont légion, ne supportant pas les espaces qu'ils considèrent comme une interruption de la chaîne de caractères marquant la fin du hashtag[pertinence contestée]),.
La GR86 est lancée à travers l'Europe au second trimestre 2022, où elle y connaît une carrière très courte de deux ans environ en raison de l'évolution des normes sécuritaires et environnementales au 1er janvier 2024,,.

## Caractéristiques techniques
La GR86 reprend les caractéristiques principales de la GT86, elle conserve une masse raisonnable en augmentant la rigidité du châssis de 50 %. Elle est aussi plus haute que sa prédécesseure de 25 mm. Malgré tout, son centre de gravité est abaissé notamment grâce à l'utilisation d'aluminium pour les ailes, le toit et le capot.

### Motorisation
La GR86 est motorisée par un 4-cylindre à plat atmosphérique de 2,4 litres développant 235 ch et 250 N m de couple. Il est développé par Subaru et intègre une technologie Toyota, le D4-S (injection directe et indirecte). L'ambition commune des constructeurs était de concevoir un moteur atmosphérique à haut rendement avec le moins de technologie possible ; ce pari est réussi avec près de 97ch/L.
Le moteur possède un alésage de 94 mm et une course de 86 mm qui fait écho à son nom GR86. Il possède une culasse adaptée au haut régime, de par sa forme, ses 16 soupapes et l'adoption d'arbres à cames croisés.
| Logo de Toyota               | Caractéristiques techniques                 |
| Logo de Toyota               | Toyota GR86                                 |
| ---------------------------- | ------------------------------------------- |
| Moteur                       | 4-cylindres à plat                          |
| Admission                    | Atmosphérique                               |
| Cylindrée cm3                | 2 387                                       |
| Puissance maximale ch        | 235                                         |
| au régime de (tr/min)        | 7000                                        |
| Couple maximal (Nm)          | 250                                         |
| au régime de (tr/min)        | 3700                                        |
| Boîte de vitesses            | Manuelle 6 rapports Automatique (robotisée) |
| Transmission                 | Aux roues arrière (Propulsion)              |
| Différentiel                 | DGL Type Torsen                             |
| Vitesse maximale km/h        | 226                                         |
| 0-100 km/h s                 | 6,3                                         |
| Consommation (WLTP) L/100 km | 7.70 à 8.40                                 |
| Émissions de CO2 (WLTP) g/Km | 200                                         |
| Masse à vide kg              | 1275                                        |
| Capacité du réservoir L      | 60                                          |

## Finitions
Une seule des deux finitions est disponible en France :
- GR86

### Séries limitées
- Special Edition : 86 exemplaires[14]
- Trueno Edition : 860 exemplaires[15]
- Drift force Édition ( uniquement en suisse) : 86 exemplaires

## Concept car
La Toyota GR86 est préfigurée par le concept car Toyota GR HV Sports présenté au salon de l'automobile de Tokyo 2017.
Sa motorisation hybride essence-électrique THS-R (Toyota Hybrid System-Racing) s'inspire de la chaîne de traction de la voiture de course d'endurance Toyota TS050 Hybrid.